# جورج إدواردز (لاعب كريكت)
جورج إدواردز (29 يوليو 1992 في المملكة المتحدة - ) (بالإنجليزية: George Edwards)‏ هو لاعب كريكت بريطاني. لعب مع نادي مقاطعة سري للكريكت ‏ ونادي مقاطعة لانكشر للكريكت ‏.

## وصلات خارجية
- جورج إدواردز على موقع إي آس بي آن كريك إنفو (الإنجليزية)